# 毛尔恩
毛尔恩是德国巴伐利亚州的一个市镇。总面积24.14平方公里，总人口2811人，其中男性1386人，女性1425人（2011年12月31日），人口密度116人/平方公里。